# Le Rideau déchiré
Pour les articles homonymes, voir Torn et Curtain.
Pour plus de détails, voir Fiche technique et Distribution.
Le Rideau déchiré (titre original : Torn Curtain) est un film américain réalisé par Alfred Hitchcock sorti en 1966, tirant son nom du rideau de fer. Le scénario est écrit par Brian Moore.

## Synopsis
Un chercheur en physique nucléaire, Armstrong, rompt sans explications avec sa fiancée et assistante, Sarah, avant de se rendre prétendument à Stockholm. Intriguée, elle le suit et découvre qu'il part en réalité pour Berlin-Est. Elle le suit. Celui-ci est furieux de la voir sur ses talons. Armstrong semble vouloir mettre ses découvertes à disposition des Allemands de l'Est.

## Fiche technique
- Titre : Le Rideau déchiré
- Titre original : Torn Curtain
- Réalisation : Alfred Hitchcock
- Scénario : Brian Moore
- Musique : John Addison
- Photographie : John F. Warren
- Montage : Bud Hoffman
- Production : Alfred Hitchcock (non crédité)
- Société de production : Universal Pictures
- Pays d'origine :  États-Unis
- Format : couleurs (Technicolor) - 1,85:1 - 35 mm - mono
- Genre : thriller, espionnage
- Durée : 122 minutes (2 heures, 2 minutes et 29 secondes 48")
- Dates de sortie : 
  - États-Unis : 14 juillet 1966
  - France : 16 novembre 1966

## Distribution
- Paul Newman (VF : Marc Cassot) : le professeur Michael Armstrong
- Julie Andrews (VF : Martine Sarcey) : le docteur Sarah Louise Sherman
- Lila Kedrova (VF : Renée Régnard) : la comtesse Kuchinska
- Hansjörg Felmy (VF : Charles Renier) : Heinrich Gerhard
- Tamara Toumanova : la ballerine
- Wolfgang Kieling (VF : Henry Djanik) : Hermann Gromek
- Ludwig Donath (VF : René Bériard) : le professeur Gustav Lindt
- Günter Strack (VF : René Lebrun) : le professeur Karl Manfred
- David Opatoshu : Mr. Jacobi
- Gisela Fischer (VF : Jacqueline Ferrière) : le docteur Koska
- Mort Mills (VF : Marcel Lestan) : le fermier
- Carolyn Conwell : la femme du fermier
- Arthur Gould-Porter : Freddy

## Production
La préparation du film voit la perte de deux des collaborateurs les plus importants d'Hitchcock sur lesquels s'étaient construits ses plus grands succès américains : le monteur George Tomasini et le chef opérateur Robert Burks. Mais la perte la plus mesurable pour le film reste le rejet par Hitchcock, et par Universal, de la musique écrite et enregistrée par Bernard Herrmann, mettant un terme à une longue et prolifique collaboration. La musique est alors composée par John Addison, tout juste oscarisé ; la musique d'Herrmann a depuis été montée sur certains plans à des fins documentaires. La partition rejetée a été éditée dans son intégralité sur CD avec comme visuel l'affiche du film en 1998 par le label Varèse Sarabande.

### Générique
Un soin particulier est apporté au générique. L'illustration succède à l'abstraction. Des photogrammes du film recadrés sur les visages (ou des détails de visage) sont montés image par image (à vitesse variable, en boucle…) en surimpression sur de la fumée produite par une fusée dont la flamme rouge occupe la partie gauche de l'écran.

### Casting et caméo
Caméo : à la 8e minute, Alfred Hitchcock assis dans le hall de l'Hôtel d'Angleterre avec un bébé joufflu, accompagné par un insert dans la musique de la signature du thème de la série Alfred Hitchcock présente.
À la différence de ses précédents films, Hitchcock n'eut pas la possibilité de choisir ses comédiens principaux, l'échec de Pas de printemps pour Marnie l'obligeait à accepter l'acteur et l'actrice qu'Universal Pictures voulaient pour les deux premiers rôles. À l'origine le réalisateur désirait reconstituer le couple de La Mort aux trousses à savoir Eva Marie Saint et Cary Grant, mais le studio lui imposa Julie Andrews et Paul Newman.
En 1965 Julie Andrews était avec Doris Day une des actrices classée en tête du box office, fort du succès des deux films précédents où elle tenait le rôle principal Mary Poppins et La Mélodie du bonheur. Hitchcock n'était cependant pas convaincu par l'actrice dans le registre d'une assistante d'un physicien, la considérant comme une actrice de films musicaux, selon lui : « le public va s'attendre à ce qu'elle chante ». D'autre part les obligations de l'actrice appelée sur d'autres projets, eurent pour conséquence d’accélérer le tournage.
Les relations entre Hitchcock et Paul Newman ont été difficiles. La scène du meurtre dans la ferme posait problème à Newman qui ne comprenait pas pourquoi la fermière l'aidait à tuer Gromek. Hitchcock aurait répondu à l'acteur : "Pourquoi vous aide-t-elle ? Parce qu'elle vient tourner la scène au studio aujourd'hui !".[réf. nécessaire] Les deux hommes ne travailleront plus jamais ensemble.
Pour le rôle de Hermann Gromek, l'agent de la Stasi mâchant du chewing-gum, chargé de surveiller le professeur Armstrong, et qui est assassiné par celui-ci, Hitchcock choisit l'acteur allemand Wolfgang Kieling qui s'était fait remarquer dans Le congrès s'amuse. À l'origine, Kieling devait incarner à la fois Gromek et son frère jumeau. Dans une scène qu'Hitchcock a coupée au montage, Newman devait annoncer à son frère la mort de Gromek.

## Scènes marquantes
Parmi les scènes où le savoir-faire du réalisateur s'affirme clairement, on retient généralement la filature dans le musée pour son travail sur le son, la fuite en bus, et la scène du meurtre. Cette dernière, l'élément le plus mémorable du film, est directement tirée de Cape et Poignard (1946) de Fritz Lang, comme l'a démontré Jean-Loup Bourget dans son ouvrage Fritz Lang, Ladykiller, PUF , 2009, page 223) et illustre la tendance qu'aura le réalisateur avec les années, à tendre vers une représentation naturaliste du crime (qui aboutira par la strangulation au moyen d'une cravate et la représentation d'un cadavre sans « noblesse » dans Frenzy).
Ce film peut illustrer la propagande anti-soviétique de la guerre froide par la présence de divers clichés et exagérations caricaturales : bâtiments administratifs luxueux avec vue sur les tas de décombre et les ruines de Berlin dans les années 1960, bandits de grand chemin attaquant les bus (payants) dans les campagnes, comtesse polonaise déchue cherchant à fuir à tout prix, mauvaises cigarettes et mauvais café pour la population mais cigares Havane et cognac pour les classes supérieures, délation et police omniprésentes...

## Distinctions
Sauf indication contraire, les informations mentionnées dans cette section peuvent être confirmées par la base de données cinématographiques IMDb,  présente dans la section « Liens externes ».

### Classement
- Classé dans le top 10 des meilleurs films de 1966 par les Cahiers du cinéma

### Nomination
- Satellite Awards 2005 : classique exceptionnel sur DVD